# Windrather Kapelle

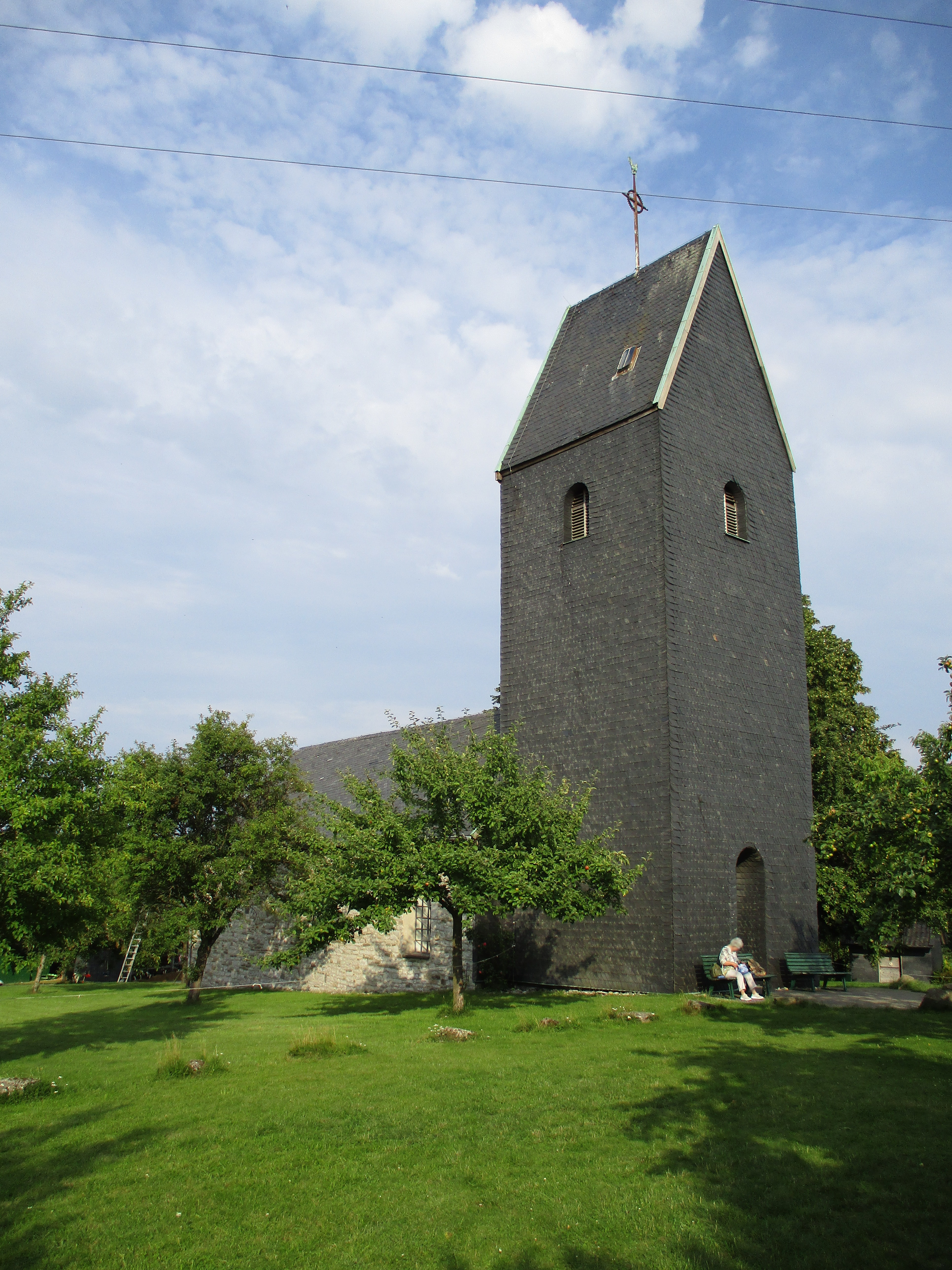
Die Windrather Kapelle (2020)

Die Windrather Kapelle ist ein zur Evangelischen Kirchengemeinde Langenberg gehörendes Gotteshaus, welches im Außenbereich der Stadt Velbert im Ortsteil Neviges in der Bauerschaft Windrath umgeben von landwirtschaftlichen Flächen liegt.

## Beschreibung
Die einschiffige Kapelle besteht aus Bruchstein und verfügt über drei Fensterachsen mit schmucklosen Rundbögen und einem weiteren Fenster im Chorraum. An der Südseite befindet sich eine später gebrochene kleine Seitentür, während der Hauptzugang unter einer kleinen eingebauten Chorempore durch den mächtigen Westturm erfolgt.
Der Turm, der einem Bergfried gleicht, besteht ebenfalls aus Bruchstein. Er wurde 1821/23 nach einem schweren Sturm, bei dem er in das Kirchenschiff fiel, wieder aufgebaut. 1969 wurde der Turm wegen der schwierigen Witterungsverhältnisse in der exponierten Lage auf Anraten des Landeskonservators verschiefert. Die Außenanlagen fügen sich mit ihren Obstwiesen harmonisch in den nahe liegenden Bauernhof ein.

## Geschichte
Es wird vermutet, dass der Bau der ursprünglich als Margarethenkapelle geweihten kleinen Kirche auf die Missionartätigkeit des Heiligen Swidbert aus England an der Wende von 8. zum 9. Jahrhundert zurückgeht. Die Kapelle dient den verstreut liegenden Bauerschaften der Herrschaft Hardenberg als Gotteshaus. Dokumente über Sanierungsarbeiten liegen seit 1682 vor.

## Nutzung
Monatlich findet ein Gottesdienst statt. Die Kapelle ist eine beliebte Hochzeitskirche.
Der Neanderlandsteig führt an der weithin sichtbaren Kapelle vorbei.